# Подгорное (Багратионовский район)
Подгорное — посёлок в Багратионовском районе Калининградской области. Входит в состав Долгоруковского сельского поселения.

## Население
| 2002 | 2010 |
| ---- | ---- |
| 282  | ↘274 |